# Plocamione dirrhopalina
Plocamione dirrhopalina är en svampdjursart som beskrevs av Topsent 1927. Plocamione dirrhopalina ingår i släktet Plocamione och familjen Raspailiidae. Inga underarter finns listade i Catalogue of Life.